# Artjom Gilz

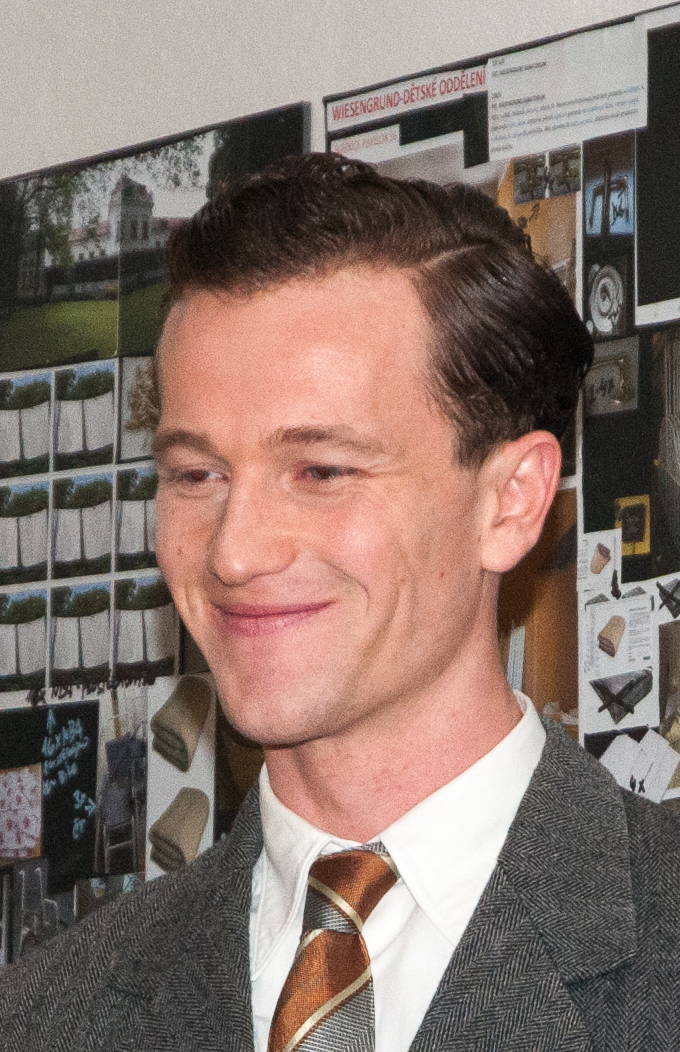
Artjom Gilz 2018 (bei Dreharbeiten zur zweiten Staffel der Fernsehserie Charité)

Artjom Gilz (* 1987 in der Sowjetunion) ist ein deutscher Schauspieler russischer Herkunft.

## Leben

### Herkunft und Ausbildung
Gilz wurde in der Sowjetunion geboren. Er wuchs gemeinsam mit seiner kleinen Schwester in der niedersächsischen Stadt Cloppenburg auf und absolvierte dort sein Abitur. Bereits in seiner Jugend betrieb er verschiedene Kampfsportarten u. a. Kickboxen, Grappling, Sambo und Judo. Für den PSV Berlin startete er in der Deutschen Judo-Bundesliga. Er gewann verschiedene nationale und internationale Meisterschaften. Er studierte von 2007 bis 2011 im Studiengang „International Business“ an der Berlin School of Economics and Law und an der Anglia Ruskin University in Cambridge. Sein Studium schloss er mit dem Bachelor (Hons) ab.
2013/2014 absolvierte er seine Schauspielausbildung mit dem Schwerpunkt Meisner-Technique am Robyn Kay Acting Studio in Toronto. Außerdem erhielt er in Toronto eine private Ausbildung in Szenenstudium und Stimmbildung. Nach seiner Rückkehr nach Berlin 2014 folgten weitere Schauspieltrainings und Coachings.

### Kino und Fernsehen
Artjom Gilz wirkte in deutschen und internationalen Produktionen als Haupt- und Nebendarsteller mit. Seine erste Kinorolle hatte er in Renegades (2017). Im Debütfilm der Regisseurin Franziska M. Hoenisch Club Europa, der 2015/16 als Koproduktion der Filmakademie Baden-Württemberg mit dem ZDF für Das kleine Fernsehspiel entstand und im Januar 2017 beim Filmfestival Max Ophüls Preis in Saarbrücken seine Erstaufführung hatte, übernahm Gilz eine der vier Hauptrollen. Er verkörperte darin den Amerikaner Jamie, der aus dem Bedürfnis heraus, etwas Gutes zu tun, und aufgrund seines schlechten Gewissens, sich zu wenig gesellschaftlich zu engagieren, mit seinen beiden Mitbewohnerinnen einen geflüchteten jungen Mann aus Kamerun in der gemeinsamen Kreuzberger WG aufnimmt.
Im Februar 2016 war Gilz in der ZDF-Fernsehreihe Frühling erstmals in einer deutschen Fernsehproduktion zu sehen, wo er im Fernsehfilm Hundertmal Frühling in den Rückblenden den jungen französischen Zwangsarbeiter René Bertrand aus Chamonix spielte. Es folgten Episodenrollen in den ZDF-Produktionen SOKO Leipzig (2016), in der er auch in seiner Muttersprache Russisch zu hören war, und SOKO Wismar (2017).
In der ZDF-„Herzkino“-Fernsehreihe Ella Schön (2018), in deren Mittelpunkt Annette Frier als Asperger-Autistin steht, war Gilz einer der Gastdarsteller; er verkörperte den Boddenfischer Marko Backhaus, dessen Frau ein Kind von seinem besten Freund David (Max Radestock) erwartet. In dem Fernsehfilm Billy Kuckuck – Margot muss bleiben! (2018) mit Aglaia Szyszkowitz als Gerichtsvollzieherin in der Hauptrolle verkörperte Gilz einen jungen „schnöseligen“ angehenden Rechtsanwalt im Rollstuhl, der eine über 80-jährige alte Dame wegen Eigenbedarf zwangsräumen lässt.
In der 10-teiligen Serie Milk & Honey (2018) spielte Artjom Gilz als Johnny eine der Hauptrollen. In der zweiten Staffel der erfolgreichen historischen Fernsehserie Charité, die ab Februar 2019 erstausgestrahlt wurde, spielte Gilz eine der Hauptrollen als linientreuer, arischer Kinderarzt Dr. Artur Waldhausen, der Impfversuche an behinderten sog. „Reichsausschusskindern“ vornimmt. In dem Fernsehfilm Wendezeit (2019) spielte Gilz den CIA-Agenten Colin Sanders. Im 10. Film der ZDF-Krimireihe Friesland (2020) verkörperte Gilz den zum Kreis der Verdächtigen gehörenden „feschen“ Ruderer Lukas Wilken. In der ZDFneo-Detektivserie Dunkelstadt (2020) übernahm Gilz eine der Hauptrollen als Kripobeamter Chris Lautner und Verbündeter der Privatdetektivin Doro Decker (Alina Levshin) bei der Polizei. Im 4. Film der Fernsehreihe Toni, männlich, Hebamme (2020) spielte Gilz eine der Hauptrollen, den Münchner Nationalspieler, Weltmeister und Starfußballer Walli, den ein Geheimnis umgibt, das seine Karriere gefährden könnte.

### Sonstiges und Privates
Zeitweilig arbeitete Gilz als Model für verschiedene Fotografen und Werbekampagnen. Bekannt wurde Gilz insbesondere durch die internationale Werbekampagne I Am Nature des World Wildlife Fund und als Werbegesicht einer großen Plakat-Kampagne für das Partnerschaftsvermittlungsportal Parship.de.
Gilz lebt in Berlin.

## Filmografie
- 2012: Meet Lotta (Kurzfilm)
- 2014: Tief Drin (Kurzfilm)
- 2014: Camp X (Fernsehfilm)
- 2015: Jewel of the Night (Kurzfilm)
- 2015: Before Midnight Cowboys (Kurzfilm)
- 2016: Frühling – Hundertmal Frühling (Fernsehreihe)
- 2016: SOKO Leipzig (Fernsehserie; Folge: Neues Leben)
- 2017: Club Europa (Diplomfilm; ZDF-Reihe Das kleine Fernsehspiel)
- 2017: Renegades – Mission of Honor
- 2017: Leanders letzte Reise
- 2017: SOKO Wismar (Fernsehserie; Folge: Knock-out)
- 2017: Über die Grenze – Gesetzlos (Fernsehreihe)
- 2018: Just Push Abuba (Fernsehreihe)
- 2018: Ella Schön – Das Ding mit der Liebe (Fernsehreihe)
- 2018: Jenny – echt gerecht (Fernsehserie; Folge: Ausgerastet)
- 2018: Billy Kuckuck – Margot muss bleiben! (Fernsehfilm)
- 2018: 100 Dinge
- 2018: Milk & Honey (Fernsehserie)
- 2019: Charité (Fernsehserie)
- 2019: Wendezeit (Fernsehfilm)
- 2020: Friesland: Aus dem Ruder (Fernsehreihe)
- 2020: Dunkelstadt (Fernsehserie)
- 2020: Toni, männlich, Hebamme – Eine runde Sache (Fernsehreihe)
- 2020: Die Farbe des Chamäleons
- 2021: Tom Clancy’s Gnadenlos (Tom Clancy’s Without Remorse)
- 2021: Ein Hauch von Amerika (Fernsehserie)
- 2022: Das Boot (Fernsehserie, 10 Folgen)
- 2023: Faraway
- 2023: Die Whistleblowerin
- 2023: Trunk – Locked in (Fernsehfilm)
- 2024: Manchmal denke ich plötzlich an dich
- 2024: Die Polizistin und die Sprache des Todes (Fernsehfilm)
- 2024: Kanzlei Liebling Kreuzberg (Fernsehfilm)
- 2025: Verhängnisvolle Leidenschaft Sylt (Fernsehfilm)